# Heteropogon manni
Heteropogon manni là một loài ruồi trong họ Asilidae. Heteropogon manni được Loew miêu tả năm 1854. Loài này phân bố ở vùng Cổ Bắc giới.